# Rivière de l'Achigan
La rivière de l'Achigan est un cours d'eau situé dans la région administrative de Lanaudière, au Québec, au Canada. Son cours traverse les municipalités régionales de comté de :
- MRC de Rivière-du-Nord : municipalités de Saint-Hippolyte et Sainte-Sophie ;
- MRC de Montcalm : municipalités de Saint-Calixte, Saint-Lin-des-Laurentides et Saint-Roch-de-l'Achigan ;
- MRC de L'Assomption : municipalité de L'Épiphanie.

Le bassin versant de cette rivière de la région administrative de Lanaudière a vu se développer plusieurs municipalités dont l'activité économique principale est l'agriculture, notamment Saint-Lin-des-Laurentides, Saint-Roch-de-l'Achigan et L'Épiphanie (paroisse).
La rivière de l'Achigan draine une partie des terres des anciennes seigneuries de Terrebonne, de La Chesnaye, de L'Assomption et Saint-Sulpice. Sauf pour quelques segments, la navigation de plaisance n'est généralement pas praticable sur ce cours d'eau.

## Géographie
La rivière de l'Achigan tire sa source principale du lac de l'Achigan (longueur : 4,7 km ; altitude : 200 m). Il est situé au cœur du territoire de Saint-Hippolyte. Ce lac compte six îles dont la plus grande est l'île Ronde. Le lac est enclavé de montagnes dont le Mont Tyrol situé du côté sud-ouest. La villégiature s'est développée autour des trois grandes baies de la rive sud, autour de la longue baie s'étendant vers l'ouest, et autour de la baie Nord où le village est aménagé.
Le lac de l'Achigan s'approvisionne par les affluents suivants : côté nord, par la décharge du lac Jimmy et du lac des Sables, par la décharge d'un ensemble de lacs dont les lacs Malone, des Chûtes, Duffy, Beaudry et William ; côté est, par un ruisseau de montagne ; côté sud, par la décharge du lac Molson ; côté ouest par le ruisseau Morency drainant le lac Morency et par la décharge du lac Renoir.
L'embouchure du lac est situé au fond d'une baie au sud-est du lac. À partir de sa source, la rivière de l'Achigan coule sur 61,6 km selon les segments suivants :
Cours supérieur de la rivière de l'Achigan (segment de 17,7 km)
À partir de l'embouchure du lac de l'Achigan, la rivière de l'Achigan coule généralement en territoire forestier sur :
- 2,3 km vers le sud-est dans Saint-Hippolyte, en traversant le bassin Dufresne (longueur : 1,1 km ; altitude : 191 km), jusqu'à la limite de Saint-Calixte. Note : le bassin Dufresne chevauche les deux municipalités ;
- 5,2 km vers le sud-est dans Saint-Calixte, jusqu'au pont de la Montée Crépeau dans la zone du Domaine-Breton ;
- 2,5 km vers le sud-est, jusqu'à la limite de Saint-Lin-des-Laurentides ;
- 0,2 km vers le sud-est dans Saint-Lin-des-Laurentides, jusqu'à la confluence de la rivière Beauport (venant du nord) ;
- 2,3 km vers le sud-ouest, en traversant le Domaine-Labonté, jusqu'à la limite de Sainte-Sophie ;
- 1,3 km vers le sud-ouest dans Sainte-Sophie, jusqu'à la confluence de la rivière Abercromby (venant de l'ouest) ;
- 3,9 km vers le sud, jusqu'au pont de la route 158 (boulevard Sainte-Sophie) situé au village de New Glasgow ;

Cours intermédiaire de la rivière de l'Achigan (segment de 16,9 km)
À partir de la route 158, la rivière de l'Achigan coule en territoire agricole sur :
- 4,7 km vers l'est, en passant sous le pont de la rue Murray et en recueillant les eaux de la Rivière Jourdain (ex-désignation toponymique : ruisseau des Castors), jusqu'à la limite de Saint-Lin-des-Laurentides ;
- 6,3 km vers l'est dans Saint-Lin-des-Laurentides, jusqu'au pont de la rue Saint-Isidore, situé au village. Note : Ce segment de rivière est bordé par le Rang de la rivière Nord et le rang de la Rivière Sud ;
- 5,9 km vers l'Est, en recueillant les eaux du ruisseau Delorme (venant du sud-ouest), jusqu'à la limite de Saint-Roch-de-l'Achigan ;

Cours inférieur de la rivière de l'Achigan (segment de 27,0 km)
À partir de la limite entre Saint-Lin-des-Laurentides et Saint-Roch-de-l'Achigan, la rivière de l'Achigan coule en territoire agricole sur :
- 4,5 km vers le nord-est, en formant en milieu de segment une boucle orientée vers le nord-ouest, en coupant en fin de segment la route 125, jusqu'au pont de l'autoroute 25 ;
- 2,0 km vers l'Est, jusqu'à la limite de la paroisse de Saint-Roch-de-l'Achigan ;
- 2,9 km vers l'Est, en serpentant jusqu'au pont de la rue du Docteur-Wilfrid-Locat-Nord, au village de Saint-Roch-de-l'Achigan ;
- 4,8 km vers le sud-est, en contournant l'Île Masson en début de segment et en serpentant jusqu'à la limite de L'Épiphanie ;
- 1,7 km vers le nord-est, en formant la limite entre Saint-Roch-de-l'Achigan et L'Épiphanie ;
- 4,6 km vers le sud-est, puis vers le nord-est, jusqu'au pont de la route 341 ;
- 3,2 km (ou 1,4 km en ligne directe) vers l'est, en serpentant jusqu'au pont de chemin de fer ;
- 3,3 km vers le sud-est, jusqu'à la confluence de la rivière[2].

La rivière de l'Achigan déverse ses eaux à 35 km à l'est du lac de l'Achigan, dans la rivière L'Assomption, à 3,5 km au nord de la ville du même nom.

## Toponymie
L'achigan est un gros poisson d'eau douce, de la famille des Microptéridés. Ce terme d'origine algonquine est attesté par les auteurs Hennepin, Charlevoix et Pierre Boucher. Ce terme qui signifierait "celui qui se débat", est connu dans la langue algonquine sous la graphie "acigan" selon Jean-André Cuoq (1866), G. Lemoine (1911) et Joseph-Étienne Guinard (1960). Les anciens écrits désignent le cours d'eau sous l'appellation rivière Achigan ou rivière l'Achigan, notamment dans un aveu et dénombrement de la seigneurie Saint-Sulpice remontant à 1731. La graphie actuelle avec l'article "le" est en usage depuis le XXe siècle. Le Dictionnaire des rivières et lacs de la province de Québec (1914 et 1925) se réfère à rivière Achigan. La carte officielle du Québec (1946) désignait ce cours d'eau rivière l'Achigan.
Le toponyme rivière l'Achigan a été officialisé le 5 décembre 1968 à la Commission de toponymie du Québec.